# Antoine-Martin de Chaumont de la Galaizière
Antoine-Martin de Chaumont, markiz de la Galaizière (ur. 22 stycznia 1697 w Namur, zm. 3 października 1783 w Paryżu) był francuskim prawnikiem, politykiem i kanclerzem Księstwa Lotaryngii.
Był doradcą parlamentu w Metz. W roku 1724 poślubił Louise Élisabeth Orry, siostrę Philiberta Orry’ego, polityka i ekonomisty.
W 1737 roku Ludwik XV mianował go dowódcą wszystkich oddziałów francuskich w Lotaryngii, niedługo potem został też kanclerzem Lotaryngii, którą od 1737 roku władał Stanisław Leszczyński.
Jako kanclerz budował nowe drogi. Oskarżano go o nepotyzm, ale Leszczyński zawsze go popierał.
Po wcieleniu Lotaryngii do Francji, został radcą stanu (1776) i pozostał nim do śmierci.